# Воден режим в Омуртаг
Водният режим в град Омуртаг съществува някъде от 1970-те години, когато жителите на града започват да имат проблеми с водоподаването. Към ноември 2023 г. водопреносната мрежа е много остаряла, с много проблеми и по нея се губят 85% от водата.

## Бедствено положение
През октомври 2022 г. в община Омуртаг е въведено частично бедствено положение заради безводието.
На 16 август до 9 септември 2023 г. в Омуртаг обявяват частично бедствено положение заради липсата на вода.

## Действия на властите за решаването на проблема
Довеждащият водопровод от язовир „Ястребино“ с дължина 19 км представлява единствена алтернатива за водоснабдяването на община Омуртаг. Проектиран е за дебит на вода 80 л/секунда. Изграден е по възлагане на община Омуртаг в периода 2004 – 2005 г., като в процеса на строителство проектът е променен. Затова и издаденият през 2015 г. Акт 15 е само за определени участъци от съоръжението и самият водопровод не е доведен в експлоатация.
През 2022 г. Министерството на регионалното развитие и благоустройството (МРРБ) предоставя на община Омуртаг финансиране в размер на 1 325 150 лв., за реконструкция на вътрешни водопроводи.
От февруари до юни 2023 г. ВиК – Търговище извършва водни проби на довеждащия водопровод от пречиствателната станция „Ястребино“ до неработещите помпени станции в Омуртаг. Пробите показват, че водопроводът е в относително добро състояние и провежда успешно вода. През това време ВиК – Търговище извършва редица подобрения и допълнително заздравява трасето на водопровода.
От 29 юни 2023 г. институциите са в очакване община Омуртаг да въведе в експлоатация помпените станции, за да може да започне подаването на питейна вода към населението. На 23 октомври 2023 г. в отговор на въпрос на „Mediapool“ регионалният министър Андрей Цеков заявява, че „водата и водният режим в Омуртаг са отговорност на общината“.

## Гражданско обединение „Вода за Омуртаг“
През 2020 година се създава неформалното гражданско обединение „Вода за Омуртаг“. То провежда петиция с искане за обявяване на бедствено положение в Омуртаг, коята за два дена събира нужните подписи.